# Nodaway (Iowa)
Nodaway est une ville du comté d'Adams, en Iowa, aux États-Unis. Les terres sont achetées par le gouvernement, le 2 juin 1854. Elle est une étape dans la construction de la ligne de chemin de fer Chicago, Burlington and Quincy Railroad : le premier passager y descend le 4 juillet 1870. Nodaway est incorporée à l'Iowa, le 28 mai 1900.

## Source de la traduction
- (en) Cet article est partiellement ou en totalité issu de l’article de Wikipédia en anglais intitulé « Nodaway, Iowa » (voir la liste des auteurs).